# Carl Ludwig Sahl

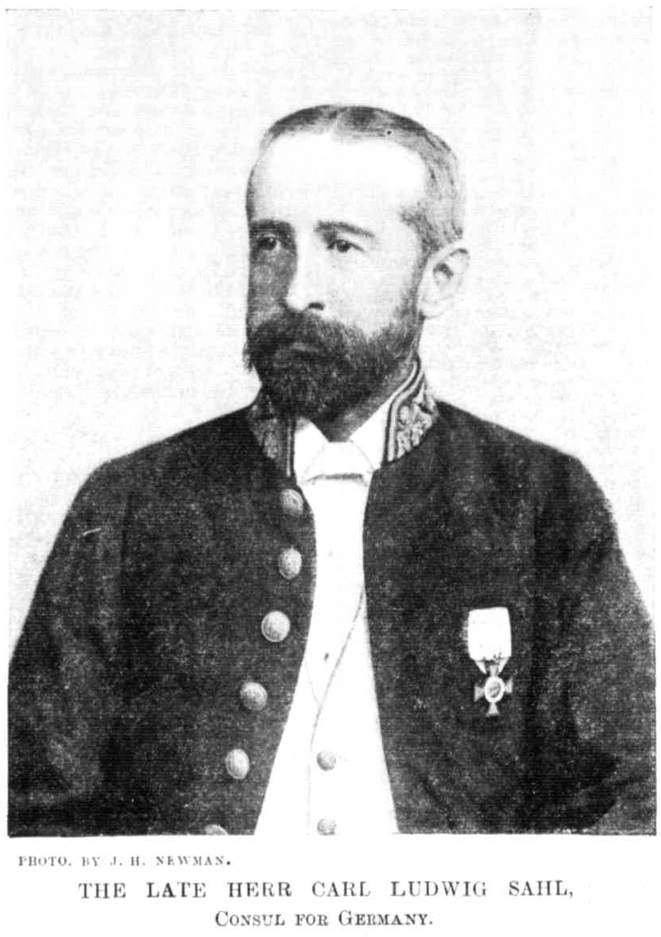
Portraitfoto Carl Ludwig Sahl, (1840–1897)

Carl Ludwig Sahl (* 8. Januar 1840 in Darmstadt; † 1. April 1897 in Sydney, Kolonie New South Wales, Australien) war ein deutscher Kaufmann und Diplomat, der 25 Jahre lang in der damaligen britischen Kolonie Neusüdwales in Australien lebte und als deutscher Konsul sowie als Sonderhandelsvertreter des Königreichs Fidschi in Sydney tätig war.

## Lebensweg

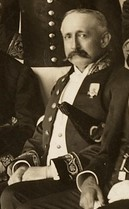
Carl Ludwig Sahl, 23. November 1895 (Ausschnitt aus einem Gruppenfoto von Konsuln in Australien)

Sahl wurde 1840 in Darmstadt im Großherzogtum Hessen geboren und ging 1858, nach seiner Ausbildung, im Alter von 18 Jahren nach Birmingham in Großbritannien, von wo aus er bald darauf nach Australien abreiste. Sahl ließ sich zunächst, bis 1862, in Geelong in der britischen Kolonie Victoria nieder. 1862 zog Sahl in die Kolonie Queensland, wo er sich in der Baumwollindustrie betätigte. Im Jahr 1870 verließ Sahl Queensland in Richtung Sydney (New South Wales) und trat in die Handelsfirma Rabone, Feez and Company ein, in der er vom Generalschreiber zum Seniorpartner aufstieg.
In Anerkennung der herausgehobenen Stellung, die Sahl innerhalb der deutschen Gemeinschaft in der Kolonie Neusüdwales innehatte, wurde er 1872 zum Konsul für das Deutsche Reich in Sydney ernannt. Er löste ab 1872 zunächst, als geschäftsführender Konsul ad interim, Siegfried Franck ab, der seit 16. Oktober 1868 Konsul des Norddeutschen Bundes in Sydney gewesen war. Ab 1879 fungierte Sahl unter den deutschen Generalkonsuln für Australien, Friedrich Richard Krauel (Amtszeit: 1879–1884), Gustav Travers (Amtszeit: 1885–1887) und Alfred Pelldram (Amtszeit: 1888–1896). Zeitweilig fungierte Sahl auch als Konsul bzw. Konsular-Agent für die Schweiz, Italien und Österreich-Ungarn.
Für seine Verdienste als deutscher Konsul wurde Sahl von Kaiser Wilhelm II. mit dem Königlichen Kronen-Orden 3. Klasse und dem Roten Adlerorden 4. Klasse ausgezeichnet Sahl war eines der Gründungsmitglieder des Deutschen Clubs in Sydney in der Phillip Street und viele Jahre lang, unter anderem 1896, dessen Vorsitzender. In den 1890er Jahren erwarb Sahl von der Familie des ehemaligen Bürgermeisters von Sydney, George Thornton, das Herrenhaus „Longwood“ in Sydney, in Darling Point, als Wohnsitz.

## Sahls Engagement auf den Fidschi-Inseln
Sahl lebte einige Zeit auf den Fidschi-Inseln. Er fungierte auch als Sonderhandelsvertreter für Fidschi in Sydney. Als leitender Angestellter und späterer Geschäftsführer des Handelsunternehmens Rabone, Feez and Company war Sahl in die Investitionen des Kaufmanns Adolph Feez in das Königreich Fidschi involviert.
Im Jahr 1874 übernahm Großbritannien die Fidschi-Inseln. Kurz darauf, im Jahr 1875, verabschiedeten die britischen Behörden unter der Führung von Gouverneur Sir Arthur Hamilton-Gordon den Pacific Islanders' Protection Act (Gesetz zum Schutz der Bewohner der Pazifik-Inseln), der von allen Nicht-Briten mit Landbesitz auf den Fidschi-Inseln verlangte, ausreichende Beweise für die ordnungsgemäße Übertragung ihres Landbesitzes durch die Fidschianern vorzulegen. Dies betraf auch Sahl, da auch er Landbesitz auf den Fidschi-Inseln hatte. Die von den britischen Behörden eingesetzte Landkommission prüfte 1327 Ansprüche von Nicht-Briten auf Landbesitz auf den Fidschi-Inseln; in 361 Fällen wies die Landkommission die erhobenen Ansprüche zurück; davon waren in 140 Fällen Deutsch betroffen, unter ihnen auch Carl Ludwig Sahl. Dieser initiierte eine Bewegung der betroffenen Deutschen, die eine Entschädigung für das konfiszierte Eigentum verlangte. Auf Sahls Beschwerden reagierte Reichskanzler Otto von Bismarck mit diplomatischen Bemühungen zur Beilegung des Streits mit Großbritannien. Diese Bemühungen führten 1885 zur Einrichtung einer Gemischten Deutsch-Britischen Kommission, die Entschädigungen für verschiedene nicht anerkannte Ansprüche zuteilte. Sahl erhielt für seine verlorenen Besitzungen auf den Fidschi-Inseln £ 9300 Entschädigung.
Anfang 1896 erlitt Sahl einen Schlaganfall und ging von Australien auf eine seiner verbliebenen Plantagen auf den Fidschi-Inseln, um sich dort zu erholen. Bald nachdem Sahl im August 1896 nach Sydney zurückkehrte, erlitt er jedoch einen weiteren Schlaganfall. Anfang 1897 erkrankte Sahl zudem an einer Lungenentzündung, die zu seinem frühen Tod am 1. April 1897 in seiner Residenz in Sydney führte. Er hinterließ eine Witwe und drei kleine Kinder. Der große Trauerzug, der seinen Leichnam zur Beerdigung auf den Waverley-Friedhof geleitete, wurde von Abordnungen der im Hafen von Sydney anwesenden deutschen Marineschiffe Falke und Bussard und einem kleinen Kontingent des ebenfalls in Sydney anwesenden österreichisch-ungarischen Kanonenbootes Albatross eskortiert.